# Mengersreuth (Adelsgeschlecht)

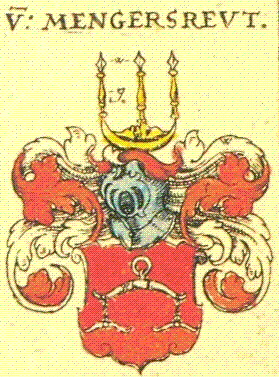
Wappen der Familie Mengersreuth nach Siebmachers Wappenbuch

Die Familie von Mengersreuth ist ein altes fränkisches Adelsgeschlecht.

## Geschichte
Namensgebender Ort ist Mengersreuth, heute Teil des Marktes Weidenberg im oberfränkischen Landkreis Bayreuth. Der Genealoge Johann Gottfried Biedermann kennt die Familie mit mehrfachen Nennungen aus dem 14. Jahrhundert, ohne die einzelnen Personen zu einem Stammbaum anordnen zu können. Bedeutung erlangte diese Familie im heutigen Gemeindegebiet von Pullenreuth im Oberpfälzer Landkreis Tirschenreuth. Dort erwarben sie 1407 ersten Besitz mit dem Hammergutsbezirk Riglasreuth und erbauten eine Burg. Mit weiteren Besitzerwerbungen in der Umgebung, wie Weihermühle, Lochau, Haselbrunn und Pullenreuth rechts des Hartbaches gründeten sie eine adelige Hofmark. Auch wenn die Siedlung Pullenreuth rechts des Hartbaches deutlich älter ist, lässt sich ihr heutiger Name Mengersreuth als Teil der Gemeinde Pullenreuth auf den Einfluss der Mengersreuther zurückführen.
Die Familie war im Ritterkanton Gebürg organisiert. 1649 starb sie aus.

## Wappen
Bei Siebmacher zeigt der Wappenschild eine silberne Deichselwaage auf rotem Grund. Die Helmzier zeigt ein dreiarmiges goldenes Objekt in der Form eines Kerzenständers.

Gemeindewappen von Pullenreuth
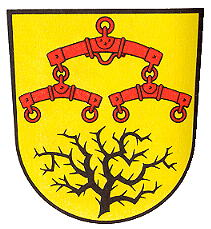
Ehemaliges Gemeindewappen von Geuser